# OV7
OV7 (conocido en sus inicios como La Onda Vaselina, luego Onda Vaselina) fue un grupo musical del género pop mexicano formado en 1989. El grupo surgió en 1989 como una agrupación infantil creada por la cantante y actriz mexicana Julissa con el nombre de La Onda Vaselina. En el 2000, el grupo se independizó de su fundadora y resurge con su nombre y concepto actual. En 2003, el grupo decidió separarse temporalmente para brindarle la oportunidad a sus integrantes de desarrollarse de forma independiente.  
La banda regreso a los escenarios en 2010, con un nuevo álbum grabado en vivo con éxitos pasados y nuevas canciones. Desde entonces, la agrupación se ha mantenido vigente, principalmente a través de giras y colaboraciones con otras agrupaciones musicales. Paralelamente a su carrera musical, el grupo también protagonizó un documental dirigido por Carlos Marcovich titulado Cuatro labios, que seguía paso a paso las andanzas del grupo en la preparación de su gira de despedida temporal en 2003.
Han grabado 12 álbumes de estudio, 5 discos en vivo y diversos materiales recopilatorios. Han sido acreedores de discos de oro y platino, alcanzando ventas por más de 5 millones de copias y colocando sencillos en primer lugar de popularidad en México, España y varios países de Latinoamérica. Entre 2012 y 2017, la agrupación condujo el programa Plan B un show de televisión para la cadena Televisa Networks.
En 2022, la famosa agrupación retomó sus presentaciones bajo el concepto de OV7 Treinta. Gira qué celebraba más de 30 años de trayectoria.
El 14 de diciembre de 2023, dieron su último concierto en la Arena de la Ciudad de México tras más de 30 años de trayectoria.

## Historia

### 1988-1991: La Onda Vaselina y La Onda Vaselina 2
OV7 comienza su historia en el año 1988, cuando la cantante y actriz mexicana Julissa decide montar una versión teatral de la película Grease (Vaselina en México). Para ello reclutó a un grupo de niños: Ari Borovoy, Óscar Schwebel, Daniel Vázquez, Anna Borras Canadell, Luis Carranza, Érika Zaba, Rodrigo Álvarez, M'balia Marichal, Mariana Ochoa, Ariatna Martínez, Bárbara Macías y Kalimba Marichal, todos ellos entre 6 y 12 años de edad.  En el año 1989, la productora decide lanzar un nuevo grupo musical infantil, llamado La Onda Vaselina. El 30 de abril de ese mismo año, el grupo hizo su debut en el programa Siempre en domingo conducido por Raúl Velasco. En sus inicios, durante sus tres primeras producciones, se caracterizaron por grabar covers de populares canciones de los años 50 y 60s, destacando composiciones de Neil Sedaka, adaptadas al español por Julissa.
Su primer disco titulado La Onda Vaselina fue lanzado en el año 1989, logrando vender más de 250 mil copias y del cual se desprendieron canciones como Qué triste es el primer adiós (una versión del clásico de Neil Sedaka "Breaking Up Is Hard to Do"), ¡Qué buen Reventón!, Una chavita o Quiero Salir de Vacaciones. En esa época el grupo estaba formado por 10 integrantes. Bárbara Macías y Kalimba Marichal se quedarían fuera.
En el año 1990, Anna Borras Canadell salió del grupo y Bárbara Macías regresó para tomar su lugar. Ese año salió el Maxisingle navideño Susanita Tiene un Ratón, el cual alcanzó disco de platino por las altas ventas y contenía 3 temas más, El rock llegó para quedarse, El espejito y Qué buen reventón (de su primer disco).  En el año 1991, Bárbara Macías salió del grupo nuevamente y Lidia Ávila ocupó su lugar. Tiempo después, el grupo presentó su segundo disco La Onda Vaselina 2. Entre las canciones del disco se encontraban El Calendario (Calendario de Amor) El rock es el rey, Consejos de amor, Voy, voy, voy, Lágrimas de cocodrilo y La coqueta del grupo.

### 1992-1994: Dulces para ti, La banda rock
En el año 1992, el grupo fue invitado a representar a México en la Expo Sevilla '92. Sin embargo, Daniel Vázquez dejó el grupo y en su lugar entró Gonzalo Alva. En ese año también lanzaron su tercer disco Dulces para ti con canciones como Tu serás mi baby, México a Bailar, Azul, La llorona loca, Nací tarde para ti, Ya vas barrabas. Durante este período se lanza un libro biográfico editado en España.
En el año 1993, antes de la grabación de su cuarto disco, Gonzalo Alva, Ariatna Martínez Vargas y Rodrigo Álvarez dejaron el grupo y entraron Alex Sirvent y Liliana Ríos Iñurre, además del regreso de Kalimba Marichal y Bárbara Macías. Con estos integrantes lanzaron el disco La banda rock. El disco logró vender más de 300 mil copias y posicionar el género de banda en España y México, con canciones como Pónganse Botas, Quítense Tenis, El Pachangón, La Cucaracha y Tomás.
Es durante el año 1994, que Televisa los reunió dentro de su selecto grupo de artistas para participar en el Festival Internacional de la Canción de Viña del Mar, en el cual no lograron el éxito esperado, ya que no eran muy conocidos en Chile. Son recordados por uno de los más grandes abucheos en toda la historia del festival.

### 1994-1995: A ritmo de Ángeles/ A coro de Ángeles
Es a finales del año 1994, específicamente en el último cuatrimestre del año, de septiembre a diciembre, que el grupo decide alejarse de los reflectores para preparar su quinta producción discográfica. Así como en el pasado se había innovado con "Dulces para ti" (más para día del niño), "La Banda Rock" (cambio de estilo de música y una propuesta totalmente nueva), en esta ocasión se cambiaria al género o estilo "Gospel" (canciones de estilo espirituales, religiosas, optimismo, con un mensaje claro de ayuda o mejora). 
La producción comenzó a cargo de Méndez e Ibarra. Lo primero fue cambiar totalmente el vestuario por unos trajes de toda la gama de colores distintos entre sus miembros, holgados, cada integrante con una corbata única que los distinguiría. Después se llamó a algunos exintegrantes (Gonzalo) (Daniel) y tres nuevos integrantes que estarían de interinos, sin garantía de seguir en el futuro en el grupo (Denisse, Bisogno y Luis Roma). Este último como corista no duró casi nada en el grupo. Daniel y Gonzalo por el momento rechazarían la propuesta. En estos meses se grabaron las primeras canciones a modo de test-prueba (no eran las versiones finales del álbum).
La primera canción en grabarse fue "Padre Nuestro", la cual tenía un ritmo muy dinámico. La segunda canción fue "Yo Estaré". Otras canciones que estaban en proceso eran: Credo, Tumbas Multicolor, Los Abrazos son Mágicos (la cual se regrabaría con una mejor propuesta musical y adaptada al estilo Gospel). Una sexta canción ya había sido elegida y pregrabada en demo, mas por el momento permanece incógnito el nombre de esta canción.
La Onda Vaselina se presentó en diciembre de 1994 en un programa de televisión matutino para presentar su canción "Padre Nuestro".
Después en enero se presentarían de nuevo en el programa "Un Nuevo Día" para presentar su nueva canción "Yo estaré", mas "Padre Nuestro" y algunas noticias sobre el proyecto y futuro del grupo.
Este mismo enero se presentaron en diversos programas y lugares públicos, presentando "Yo Estaré", "Padre Nuestro", "Pónganse Botas Quítense Tenis" "Los Abrazos son Mágicos" Así como un popurrí de "Banda Rock" y un popurrí de "Dulces para ti". También diciendo que el proyecto se retrasaría de acuerdo a una nueva restructura donde solo estarían los 8 Integrantes que se presentaron a finales de enero (Daniel, Mariana, Oscar, Erika, Luis, M'Balia, Borovoy y Lidia).
La idea era sacar este quinto álbum de estudio en abril de 1995 (fecha estimada) y se organizaría un tour-conciertos abocándose el primer acto a los nuevos temas de este álbum y la segunda mitad con algunos de los temas clásicos de los 4 álbumes pasados.
El proyecto se cancelo debido a inconformidades en el testeo, el regreso de Erika quien no estaba de acuerdo con esta propuesta, Julissa, los productores y la disquera. Sin embargo el proyecto no se cancelo del todo, había una posibilidad de posponerlo para un futuro, ya que los integrantes tuvieran más edad para este género de música.

### 1995-1998: Hoy: La Siguiente Dimensión, Entrega total y Vuela más alto
En el año 1995, lanzaron su primera producción pop juvenil "Hoy", para su promoción lanzaron tres sencillos en la radio: Perdón, Sube y baja y Hoy. El disco logró la certificación de oro en España. En abril del año 1996, durante una matiné de conciertos del disco, Alfonso Larriva y otros productores de la compañía disquera Sony Music, los descubrieron durante una función en el Teatro de los Insurgentes. La disquera se puso en contacto con el grupo y posteriormente estos firmaron contrato con ellos. El nombre del grupo pasó a ser solamente Onda Vaselina (sin el artículo La) y los siete integrantes serían Óscar, Érika, Mariana, M'balia, Lidia, Ari y Daniel. 
En el año 1997, Onda Vaselina lanzó "Entrega total". Su primera presentación para la promoción del disco se realizó en el Palacio de los Deportes, en la Ciudad de México, en un concierto de la radiodifusora Stereo 97.7. El grupo estrenó temas como Mírame a los Ojos, Aunque Muera Por Ti, Un Pie Tras Otro Pie, Te Quiero Tanto, Tanto y Tus Besos, logrando vender alrededor de 800.000 copias.
En el año 1998, se presentaron por primera vez en el Auditorio Nacional con 3 conciertos llenos. A finales de ese año lanzaron su disco "Vuela más alto", con el cual celebraban sus 10 años de carrera con 4 conciertos en el mismo auditorio. De este disco se estrenaron temas como Vuela más alto, No es obsesión, Caleidoscópico y Desconéctate».

### 1999-2003: Cambio de nombre a OV7,CD00, En Directo Rush, Siete Latidos, Punto, Separación Y Gira Del Adiós
A finales del año 1999, Ari, Mariana, Lidia, Oscar, M'Balia y Erika abandonaron el proyecto de Onda Vaselina por problemas con su productora, Julissa. En mayo del año 2000, regresaron a la escena musical con nueva imagen y un nuevo nombre: OV7 (Siglas de su nombre anterior y el número de integrantes), esto debido a que la separación laboral del grupo con su creadora Julissa impedía el uso del nombre anterior. Daniel Vázquez decidió abandonar la agrupación negándose a continuar sin Julissa. Su lugar fue ocupado por Kalimba Marichal.
El grupo se presenta con la producción CD 00, bajo el sello Sony Music. Los integrantes del grupo participaron en la elección de temas y tomaron las riendas de la producción discográfica, grabando fusiones mucho más osadas con ritmos como hip hop y reggae. Lanzaron su primer sencillo Enloquéceme el mismo día del lanzamiento del disco. El disco alcanzó la certificación de oro en tan solo tres días en México. Enloquéceme fue además el tema musical de la telenovela juvenil Locura de amor, de Televisa. Otros sencillos de este disco fueron Shabadabada, Como eres y Más que amor. Además el disco también incluyó su primer tema grabado en inglés: Angelica.
En el año 2001, el grupo lanzó su primer disco grabado en vivo: OV7 En Directo: Rush, el cual alcanzó la certificación de oro en México. El disco fue grabado durante una presentación en Mérida, Yucatán ante más de 135.000 personas. A finales de octubre del mismo año, lanzaron el disco 7 latidos. El disco fue producido por Loris Ceroni y cuenta con ritmos nuevos logrando una armonía total en sus voces. En 2001, durante una presentación en el Festival Acapulco, el grupo tiene roces con Televisa, por lo que deciden afiliarse a la cadena de televisión Televisión Azteca para la promoción de su disco. Los sencillos promocionales fueron Love Colada, Aum Aum "Te Necesito" y Tengo El Control.
En el año 2002, el grupo grabó un tema en inglés para el disco oficial de la Copa del Mundo Corea-Japón 2002, Bringing the World back Home. Después de un año el grupo lima asperezas con Televisa y vuelven a sus filas grabando el tema musical principal de la telenovela infantil ¡Vivan los niños!. A finales del año 2002, el grupo anunció al público su separación definitiva durante su presentación en una emisión de Operación triunfo.
Luego de anunciar su separación, el grupo inició la Gira del adiós el 14 de febrero de 2003, presentándose en los Estados Unidos, Centroamérica y México. El 14 de junio de ese mismo año reunieron a más de 175 mil personas en la plancha del Zócalo de la Ciudad de México; terminando su gira el 15 de junio en un concierto en Ensenada, Baja California.
En el año 2003, lanzaron un disco recopilatorio titulado Punto, el cual incluía sus grandes éxitos y tres temas nuevos, uno de ellos escrito por el grupo y dedicado a sus fanes: No Me Voy. Cabe mencionar que la portada de Punto hace homenaje a la portada del primer disco homónimo de La Onda Vaselina.
La despedida del grupo sirvió como base para la filmación de un documental dirigido por el cineasta Carlos Marcovich titulado Cuatro labios, que recoge anécdotas e impresiones del grupo en su gira de despedida. El documental fue estrenado en salas de cine de México en el año 2006.

### 2010-2014: Regreso de la agrupación, "Primera Fila", "Desde El Palacio De Los Deportes", "fOreVer7" Y "A Tu Lado"
En febrero del año 2010, en un programa de televisión, Kalimba Marichal anunció el reencuentro de OV7. El 15 de julio del mismo año, el grupo confirmó su regreso. Allí anunciaron que Kalimba no estaría en el regreso, ya que en ese momento se encontraba promoviendo un disco. Ahora como sexteto, nuevamente bajo el nombre OV7, retomaron su contrato con el sello discográfico Sony Music.
El 21 de julio del año 2010, en un estudio al sur de la Ciudad de México, el grupo grabó el disco en vivo OV7: Primera Fila. El disco fue lanzado en formato CD/DVD a finales de septiembre e incluye un recorrido por los grandes éxitos del grupo. El disco también incluye tres temas inéditos, incluyendo el sencillo promocional Prohibido Quererme. En febrero de 2011 se lanzó el segundo sencillo: Confieso. Durante una conferencia de prensa a principio de mayo del año 2011, el disco recibió la certificación de platino en México, por la venta de 90 mil copias del álbum. En ese mismo año, M'balia Marichal anuncia su salida del grupo por cuestiones personales. Ese mismo año, participan en un concierto del dúo Ha*Ash en el Auditorio Nacional interpretado los temas «Vamos a llamarlo amor» y «Mirame a los ojos».
En el año 2012, ahora como quinteto, el grupo grabó y lanzó al mercado el álbum Forever 7, que incluye adaptaciones de 12 canciones que fueron parte de la banda sonora de varias películas de Hollywood. El disco fue masterizado por Chris Gehringer e incluyó los sencillos Magia (Nothing Gonna Stop Us Now),  Prisioneros (Take On Me) Y Nada es imposible (Maniac), a dueto con Gloria Trevi. El disco recibió la certificación de oro en México.
En agosto del año 2013, el grupo decide probar suerte como conductores de su propio programa de televisión titulado Plan B, producido por Yordi Rosado para el canal de televisión Unicable, de Televisa Networks. El programa, de tipo late night show, con invitados en vivo, se mantuvo al aire hasta el año 2017.
El 17 de septiembre del año 2013, el grupo lanzó el álbum A tu lado. Los sencillos promocionales del grupo fueron Tenemos un secreto, Desintoxicada Y No Me Digas Nada.

### 2015-2019: OV7/Kabah, 90's Pop Tour y Treinta Aniversario
En octubre del año 2014, anunciaron una gira en conjunto con el grupo Kabah, titulada Ov7 Kabah Tour, la cual arrancó en marzo del año 2015. Kabah y OV7 se presentaron en vivo en la gala de los Premios TvyNovelas 2015, interpretando «Antro». En agosto anunciaron su décimo Auditorio Nacional el 30 de septiembre del mismo año, así como lanzamiento del CD/DVD de la gira, titulado En vivo. A finales del año 2015, los embarazos de Lidia Ávila y Mariana Ochoa provocan la reintegración como suplente de M'Balia Marichal a la agrupación. En diciembre del año 2015, Kalimba también se reintegra a la gira. Así OV7 vuelve a contar de nuevo con su alineación completa. La Gira Ov7 Kabah Tour terminó el 28 de enero del año 2017 en México.
En el año 2017, el grupo se une a la gira 90´S Pop Tour, concepto que los reúne con otros cantantes y grupos que triunfaron en la década de los 1990s, tales como Fey, Caló, Aleks Syntek y otros más. OV7 participaría en esta gira hasta el fin de la tercera etapa en 2019, así como en la grabación de los 3 primeros álbumes en vivo del 90's Pop Tour.
El 30 de abril de 2019, los siete integrantes de OV7 se reunieron en una rueda de prensa para conmemorar su 30.º aniversario donde anunciaron la grabación de un disco inédito. Además se anunció una gira que recorrería diferentes países, pero que estaba planeada para iniciar en el 2020, debido al reciente embarazo de Érika.
A finales de ese año, a dos fechas de terminar la gira del 90's Pop Tour, se publicó un comunicado en las redes oficiales de OV7 donde se informaba que la agrupación no formaría parte de los últimos conciertos. Inmediatamente, Lidia, Mariana, Érika y Óscar publicarían un comunicado en conjunto donde rechazaban estar al tanto de esta decisión, y que se pronunciarían al respecto al día siguiente. Octavio Ochoa, hermano de Mariana, denunció a través de su cuenta de Twitter abusos y robos por parte de la empresa BOBO Producciones a los integrantes del grupo, además de acusar directamente a Ari Borovoy de robarle a su hermana. Su tuit y su cuenta, posteriormente serían eliminados. El 27 de noviembre, Mariana publicó un video donde aparecía visiblemente consternada, en el cual expresaba a sus fanes su confusión ante la situación del grupo y su permanencia en la gira. El video fue eliminado, y en un nuevo video en su cuenta de Instagram, donde aparece a lado de Ari Borovoy, explicó que se trató de un momento de crisis, y aclaró que ni BOBO ni Ari le habían fallado con sus pagos, e implícitamente haciendo referencia a las declaraciones de su hermano, descalificó cualquier cosa que se hubiera dicho al respecto en los últimos días tanto en redes sociales como en la prensa, como mera especulación.
Finalmente, ese mismo día en la tarde, un nuevo video, publicado esta vez en la cuenta oficial de OV7, así como en las cuentas de los cinco integrantes de la agrupación, donde todos excepto Óscar aparecían (debido a que reside fuera de México), pero donde solo Lidia y Érika hablaron, revelaba el acuerdo al que habían llegado tras largas pláticas. Sin explicar el motivo por parte de BOBO para anunciar la salida de OV7 del 90's Pop Tour el 25 de noviembre, ni tampoco la manera en que solucionaron el desacuerdo, únicamente confirmaron que OV7 sí se presentaría en las últimas fechas después de todo, reiterando Érika la importancia de Ari como pilar del grupo y que cualquier ataque a alguno de los cinco integrantes, era igualmente doloroso para cada uno de ellos.

### 2020-presente: Ruptura con BoBo, OV7 TREINTA, bioserie, sencillos inéditos y nueva separación
En febrero de 2020, los siete integrantes de OV7 se reunirían con la prensa una vez más para anunciar la gira de aniversario llamada OV7 TREINTA, la cual estaría manejada por OCESA. Originalmente, iniciaría el 30 de abril de ese año en Guadalajara, Jalisco y en el mes de mayo se presentarían en la Ciudad de México en el Auditorio Nacional, pero debido a la pandemia del COVID-19 se postergaron dichas presentaciones de manera indefinida.
En abril de 2020, lanzan en sus redes sociales un vídeo de apoyo para la pandemia con el tema «Somos un mundo» de su álbum 7 latidos (2001). Tiempo Después Participarían En El Programa Especial De Televisa "Se Agradece" Con El Tema Tus Besos video grabado desde casa. En junio de 2020, OV7 participó en la marcha del orgullo LGBT con tres videos grabados desde casa: Al Ritmo de la Vida, No Es Obsesión y Love Colada.
En agosto de 2020, a través del sitio de prensa de OCESA, se anunció el concierto virtual "IRREPETIBLE" el cual se llevó a cabo el 13 de septiembre de ese mismo año. El concierto contó con un estilo más acústico y cantaron temas que no habían interpretado en muchos años como Cuál, Volveré, Me Gustan los Dos, entre otros, a la vez que dejaron fuera del repertorio, y de manera intencional, temas clásicos como Mírame a los Ojos. Óscar tuvo que grabar su participación desde Los Ángeles, debido a las restricciones de vuelo por la pandemia, mientras que los otros seis integrantes sí se lograron reunir en un foro de televisión de manera presencial.
El 18 de diciembre de 2020, OV7 (sin Óscar), participó en el programa de televisión "Posada entre Brothers" transmitido por el Canal 5 de Televisa interpretando el tema Shabadabadá. En la transmisión también colaboraron otros artistas tales como Carlos Rivera, María José y Ximena Sariñana.
El 2021 marcaría un año de distanciamiento entre los integrantes de la agrupación: la gira de aniversario seguía sin tener fecha de inicio y las personas que habían comprado sus boletos exigían su reembolso, además surgieron rumores en los medios de comunicación donde se acusaba a Lidia de rechazar a la pareja sentimental de M'balia, creando una fractura entre los miembros. El 90's Pop Tour, producido por Ari Borovoy, anunciaba una cuarta etapa en la que OV7 no formaba parte, despertando más rumores sobre los problemas de la agrupación. También en este año se anuncia la producción de una bioserie del grupo, de la cual Ari y Kalimba dijeron no estar involucrados en declaraciones por separado.
Tras casi un año de declaraciones mediáticas por parte de cada uno de los integrantes, finalmente el 1 de abril de 2022 se anunció el inicio de la tan esperada gira para septiembre de ese mismo año, incluyendo la reposición de las fechas originales anunciadas en 2020. Unas semanas antes, también se había anunciado la alianza con OCESA SeiTrack como el nuevo mánager del grupo. 
La gira OV7 TREINTA dio inicio el 6 de septiembre de 2022 en la Ciudad de México, aunque pronto Mariana tendría que ausentarse de los siguientes conciertos tras dar positivo a Covid-19. Tras 30 conciertos entre México y Estados Unidos realizados ese año, la gira continuó a lo largo de 2023 con más fechas en distintas ciudades.
El 16 de febrero de 2023, OV7 lanzó Quédate, su primer sencillo desde el 2014, año en que lanzaron No Me Digas Nada, así como el primer sencillo inédito grabado por los siete integrantes originales, desde su separación en 2003. El tema fue compuesto por Paty Cantú, y de acuerdo a declaraciones de los integrantes, se trata del primero de cuatro sencillos inéditos que estarán lanzando en los meses próximos. El 27 De abril de 2023 lanzan su segundo sencillo titulado "Si Es Amor" compuesto esta vez por Kalimba. El 8 de junio de 2023 se lanzó el tercer sencillo titulado "Oxígeno" escrito por Río Roma, tema que ya se había dado a conocer desde el 30 de marzo cuando fue publicado antes de tiempo al canal oficial de Youtube de la agrupación.
En mayo de 2023 Erika Zaba y Ari Borovoy revelaron que esta etapa de reencuentro del grupo llegaría a su fin en diciembre de 2023 con el final de la gira del 30 aniversario. Originalmente, el contrato estipulaba que todo llegara a su fin en abril, pero, el éxito que consiguieron en sus presentaciones los llevó a aplazar la fecha hasta finales del 2023.
El 18 de agosto de 2023 casi al mismo tiempo de su último concierto en el Auditorio Nacional, anunciaron a través de sus redes sociales el título del último sencillo a lanzar en esta etapa, titulado Para Terminar.
Luego de recorrer 60 ciudades en México y Estados Unidos, en las que ofrecieron 70 conciertos, OV7 anuncia su último concierto, con el que cierran la gira de despedida que inició en septiembre de 2022, originalmente para celebrar su 30 aniversario, que en su momento, fue postergada por la pandemia.
La legendaria agrupación pop ha confirmado que su última presentación se llevará a cabo el 14 de diciembre en la emblemática Arena CDMX, marcando el final de una era musical inolvidable.
La decisión de OV7 de despedirse de los escenarios ha sido una elección llena de amor y respeto hacia sus fanes, quienes han sido parte esencial de su trayectoria. Este concierto promete ser un evento inolvidable que encapsulará la esencia de la banda y los recuerdos compartidos a lo largo de 34 años.

### 2023: Regreso de La Onda Vaselina con Julissa
En mayo de 2023 se anunció el reencuentro de La Onda Vaselina, como proyecto paralelo e independiente de OV7. Bajo la dirección de Julissa y su hijo Benny Ibarra, quien funge como productor musical, se reunieron cuatro de los integrantes originales de la banda: Gonzalo, Ariatna, Luis y Bárbara. Además de ellos, se unen dos nuevos integrantes: Anabella de Hoyos y Ramón Valdez. La intención de la agrupación es interpretar de nuevo los temas de los primeros cinco álbumes de estudio, así como temas inéditos.
El 11 de mayo de 2023 lanzaron su primer sencillo, una nueva versión de Qué Triste Es El Primer Adiós. El 1 de junio de 2023 lanzaron su segundo sencillo, México a Bailar, cuyo vídeo musical cuenta con la participación del productor Benny.

## Miembros
| (*) = Sólo Promoción pero aún no grabaron disco.                                                                       |
| (-) = Se juntaron sólo para firmas de autógrafos y entrevistas.                                                        |
| (/) = Participaron junto con los últimos integrantes en un vídeo para redes sociales. (Que triste es el primer adiós.) |
| LOV = La Onda Vaselina (Primer nombre del grupo)                                                                       |
| OV = Onda Vaselina (Segundo nombre del grupo)                                                                          |
| OV7 = Sin nombre específico (Nombre más reciente y último nombre del grupo)                                            |

Últimos miembros

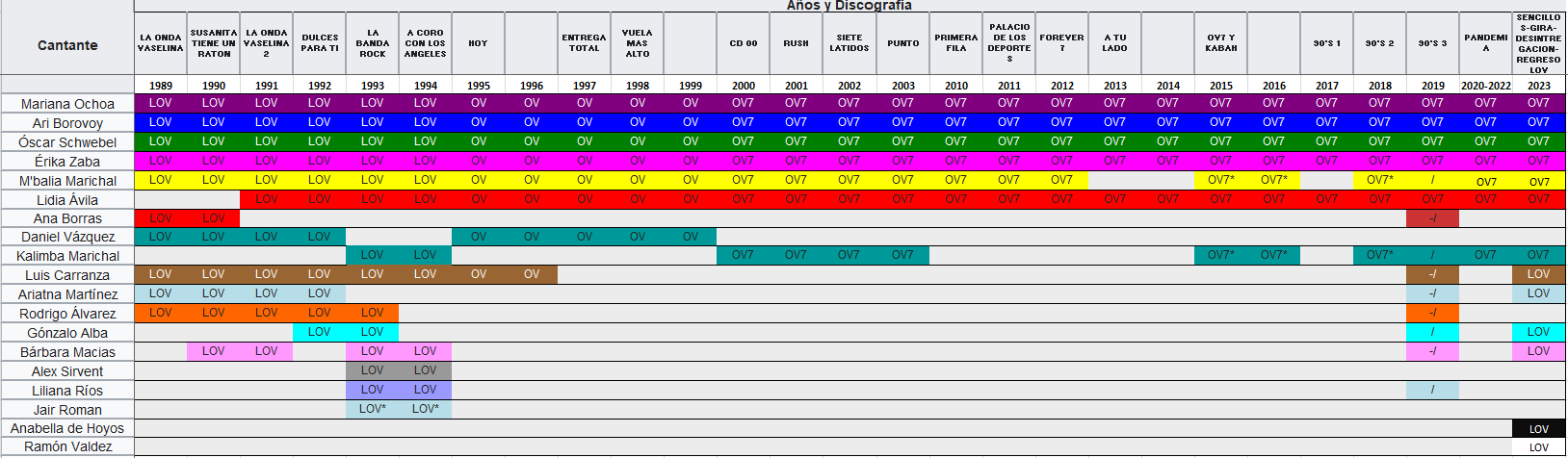
Historia de OV7

- Mariana Ochoa (1989 - 2003, 2010 - 2023)
- Óscar Schwebel (1989 - 2003, 2010 - 2023)
- Ari Borovoy (1989 - 2003, 2010 - 2023)
- Érika Zaba (1989 - 2003, 2010 - 2023)
- Lidia Ávila (1991 - 2003, 2010 - 2023)
- M'balia Marichal (1989 - 2003, 2010 - 2012, 2015 - 2016, 2020 - 2023)
- Kalimba Marichal (1993 - 1995, 2000 - 2003, 2015 - 2016, 2020 - 2023)

## Filmografía
- Locura de amor (2000) - Ellos mismos
- Como en el cine (2001) - Ellos mismos
- Clase 406 (2002) - Ellos mismos
- Zócalo En Concierto: El Adiós (Especial Televisivo/Concierto En Vivo) (2003)  - Ellos mismos
- Cuatro Labios (Documental) (2006)  - Ellos mismos
- Primera Fila (Concierto En Vivo) (2010)  - Ellos mismos
- Desde El Palacio De Los Deportes (Concierto En Vivo) (2011)  - Ellos mismos
- Plan b (2013-2017)-Ellos mismos
- En Vivo (álbum de OV7 y Kabah) (2015)  - Ellos mismos
- 90's Pop Tour (Concierto En Vivo) (2017)  - Ellos mismos
- 90's Pop Tour Vol. 2 (Concierto En Vivo) (2018)  - Ellos mismos
- 90's Pop Tour Vol. 3 (Concierto En Vivo) (2019)  - Ellos mismos

## Giras musicales
- 1990-1991 Gira La Onda Vaselina
- 1992-1993 Gira Dulces Para Ti
- 1994-1995 Gira La Banda Rock
- 1996-1997 Gira Hoy
- 1998: Gira Entrega Total
- 1999: Gira 10 Aniversario (Onda Naranja)
- 2000-2001: Gira CD00
- 2002: Gira Siete Latidos
- 2003: Gira del Adiós
- 2010-2012: Gira Regresa (Primera Fila)
- 2012-2013: Gira fOreVer7
- 2014-2015: Gira 25 Años A Tu Lado
- 2015 - 2017: OV7 Kabah Tour[67]
- 2017 - 2019: 90's Pop Tour[36]
- 2022 - 2023: OV7 Treinta Tour

## Discografía

### Álbumes como La Onda Vaselina
- 1989: La Onda Vaselina
- 1990: Susanita Tiene Un Ratón
- 1991: La Onda Vaselina 2
- 1992: Dulces para ti
- 1993: La banda rock
- 1994: Al Ritmo de Ángeles (álbum no editado)

- 1995: Hoy
- 1997: Entrega total
- 1998: Vuela más alto

#### Álbumes como OV7
- 2000: CD 00

- 2001: 7 Latidos
- 2003: Punto
- 2012: fOreVer7
- 2013: A tu lado

### Sencillos de OV7 sin álbum de estudio
- Quédate: 1.er sencillo publicado el 16 de febrero de 2023.
- Si es amor: 2.º sencillo publicado el 27 de abril de 2023.
- Oxígeno: 3.er sencillo publicado el 8 de junio de 2023.
- Para terminar: 4.º sencillo publicado el 18 de agosto de 2023.

### Álbumes en vivo
- 2001: OV7 En Directo Rush
- 2010: Primera Fila: OV7
- 2011: OV7 Desde El Palacio De Los Deportes
- 2015: En Vivo OV7/Kabah
- 2017: 90's Pop Tour
- 2018: 90's Pop Tour, Vol.2
- 2019: 90's Pop Tour, Vol.3